# Мутин (гриб)
Мутин (Mutinus) — рід грибів родини Phallaceae. Назва вперше опублікована 1849 року.

## Поширення та середовище існування
В Україні зростають мутин малиновий (Mutinus ravenelii) та мутин собачий (Mutinus caninus).

## Практичне застосування
Яйцеподібні нерозкриті плодові тіла деяких видів вважають їстівними.

## Гелерея

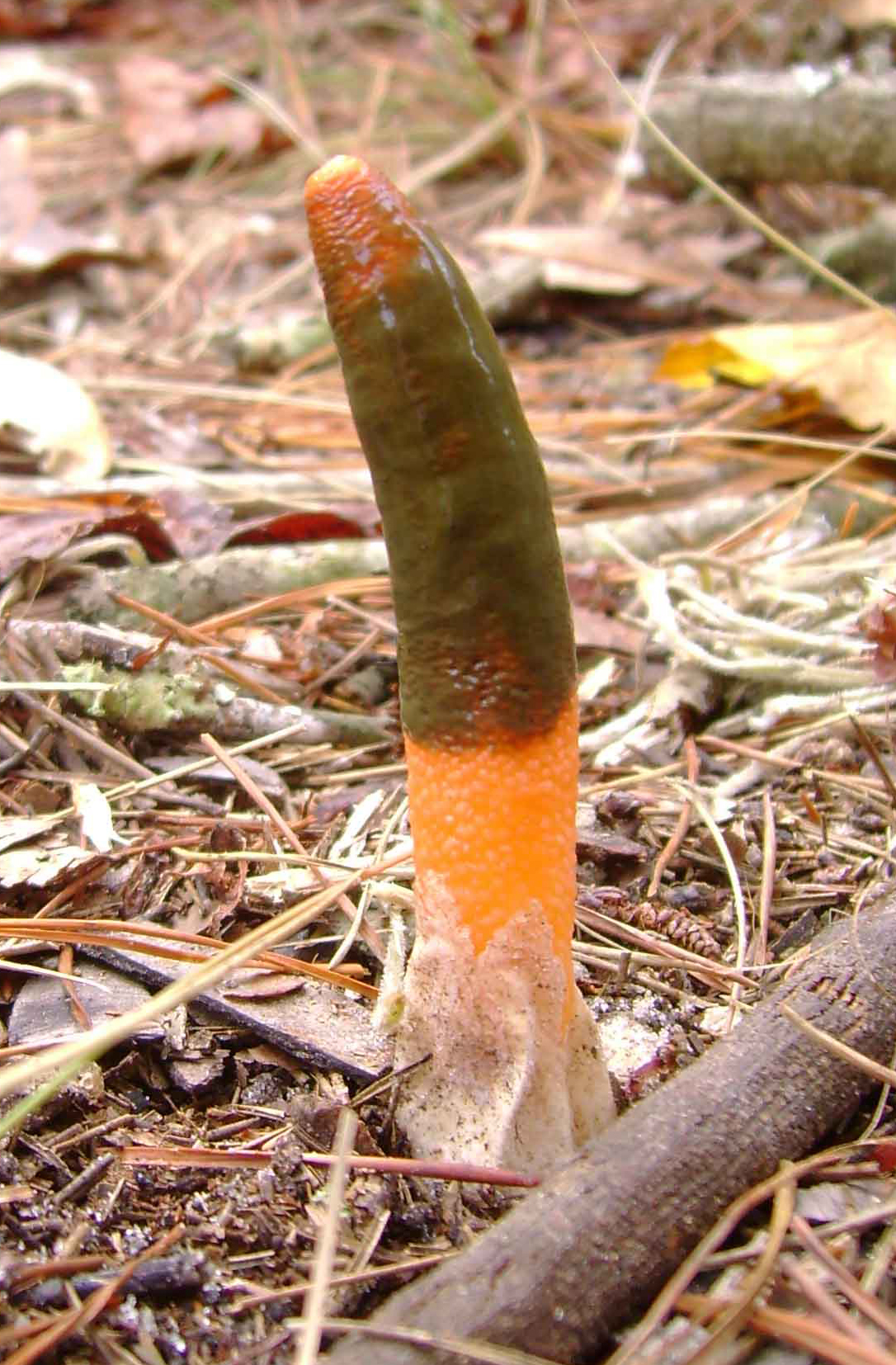
Mutinus elegans
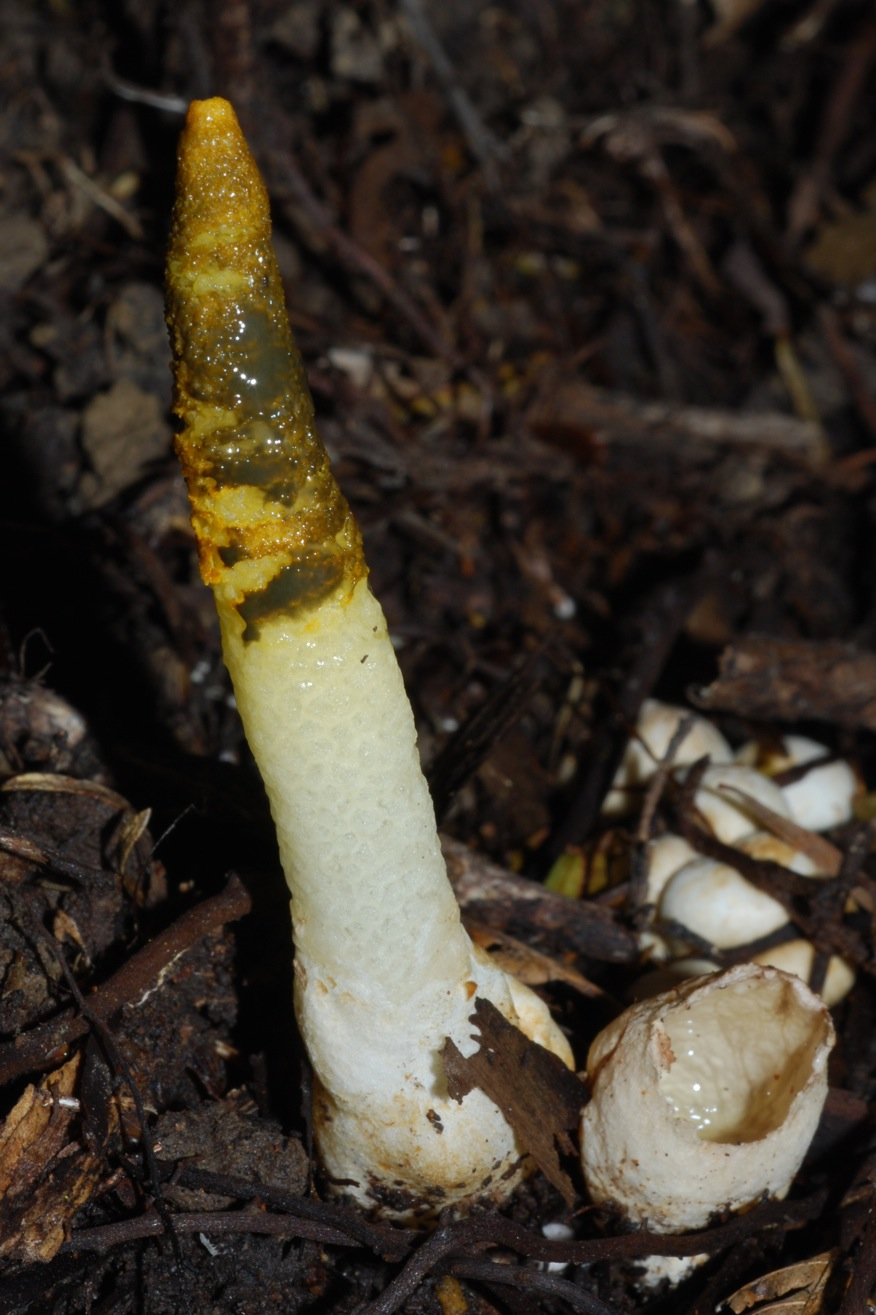
Mutinus borneensis
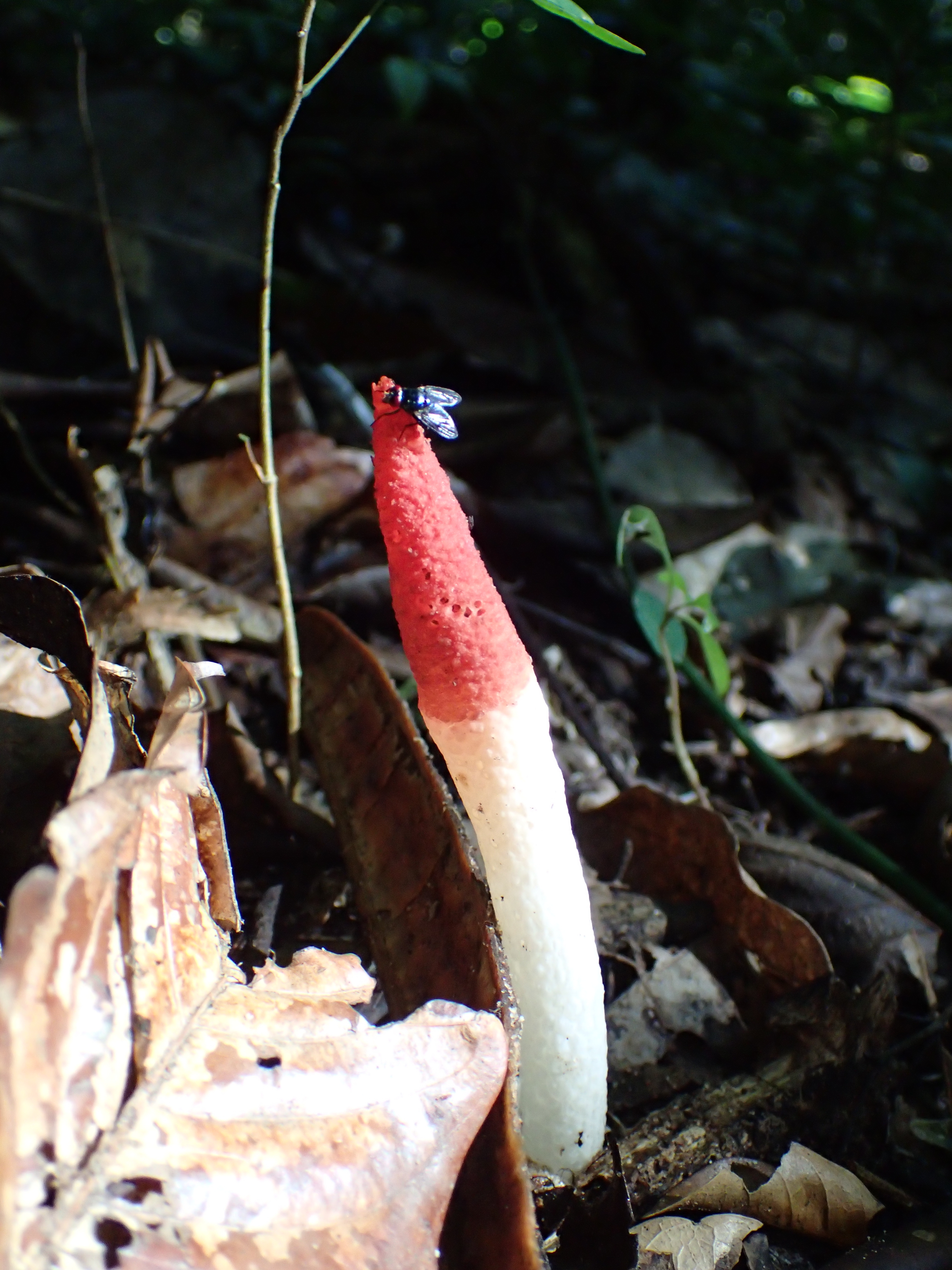
Mutinus argentinus